# メタノカルドコックス・ヤンナスキイ
メタノカルドコックス・ヤンナスキイ(ヤナシー)（Methanocaldococcus jannaschii）は、Methanocaldococcus属に属す海洋性、超好熱性のメタン菌である。古細菌として全ゲノムが初めて解析された。
旧名は"Methanococcus jannaschii"。2002年に新設されたMethanocaldococcus属に移動された際、この属のタイプ種に指定された。学名の種形容語は熱水噴出孔周辺の生物の研究で知られるHolger Jannaschに献名されたものである。
1983年、ウッズホール海洋研究所によって東太平洋の水深2,600mにある熱水噴出孔から発見された。やや不規則な形をした鞭毛をもつ球菌で、若干酸性に寄せた硫黄を添加した海水中でギ酸塩または水素-二酸化炭素を基質として増殖する。増殖は1世代あたり25分であり、メタン菌としては最も早いという特徴がある。増殖温度は48-86℃、最適増殖温度は85℃の超好熱菌である。
その他の特徴として、遊泳速度が非常に早く、高速遊泳モードでは最大589 μm/sもの高速で移動することができる。単体炭素を生成する可能性も指摘されている。

## ゲノム
Methanocaldococcus jannaschiiは最初に全ゲノムが解読された古細菌として知られている。1996年、先行して解析されていた真正細菌のインフルエンザ菌、Mycoplasma genitalium、真核生物の出芽酵母に次いで4番目に解読された。
ゲノムサイズは173万9927bp。166万4970bpの染色体と2つの小さなプラスミドを持つ。タンパク質をコードする遺伝子は1,771箇所である。インフルエンザ菌などと類似する遺伝子は少数であり、解析結果は古細菌が他の生物とは大きく異なることを裏付けるもので、3ドメイン説が定着するきっかけの一つとなった。